# Brahma (kip)
De brahma of brahmapoetrakip is een vleeskippenras dat zijn oorsprong vindt in Azië.

## Oorsprong
Er bestaan veel controversen wat de oorsprong van de brahma betreft. Algemeen wordt aangenomen dat het ras van Chinese afstamming is en tot de groep van zware hoenders behoort, waaruit ook de cochin ontstaan is. De verdere ontwikkeling vond voor een groot deel in Amerika plaats. De naam verwijst mogelijk naar de inkruising van Indiase kippen, die met de maleier verwant waren. De krielvorm is in Engeland ontstaan. Sinds 1890 komt de kriel ook in Nederland voor.

## Eigenschappen
De brahma is een statig en opgericht hoen met een forse donsontwikkeling en voetbevedering. Het dier is zowel breed als diep van bouw en heeft in verhouding tot het lichaam een vrij kleine kop. Hierdoor lijkt het dier nog forser. Het gewicht van een volwassen brahma-haan ligt tussen de 4 en de 5 kilo, dat van een hen ligt tussen de 3 en de 4 kilo. De hen legt ongeveer een 150 normaal grote eieren per jaar. Een brahma is een zelfbewust dier, zonder echter vechtlustig te zijn.

## Kleurslagen
De verschillende kleurslagen die in Nederland erkend zijn, zijn: berken, Buffcolumbia, Buffcolumbia blauwgetekend, Columbia, Columbia blauwgetekend, Columbia zwartgetekend, meerzomig blauwpatrijs, meerzomig patrijs en meerzomig zilverpatrijs.

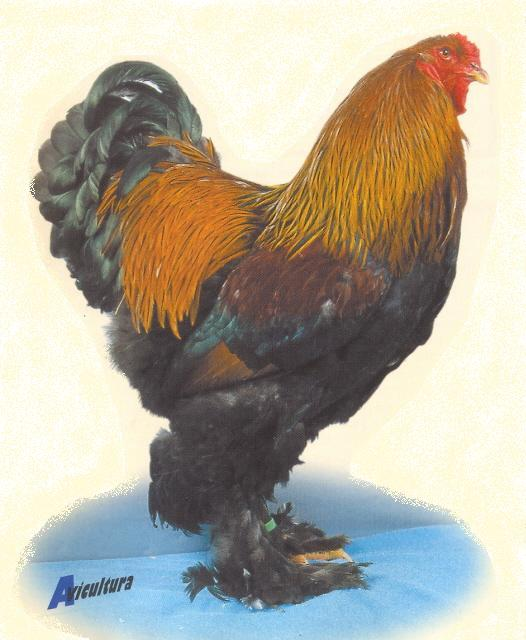
Brahmahaan meerzomig patrijs
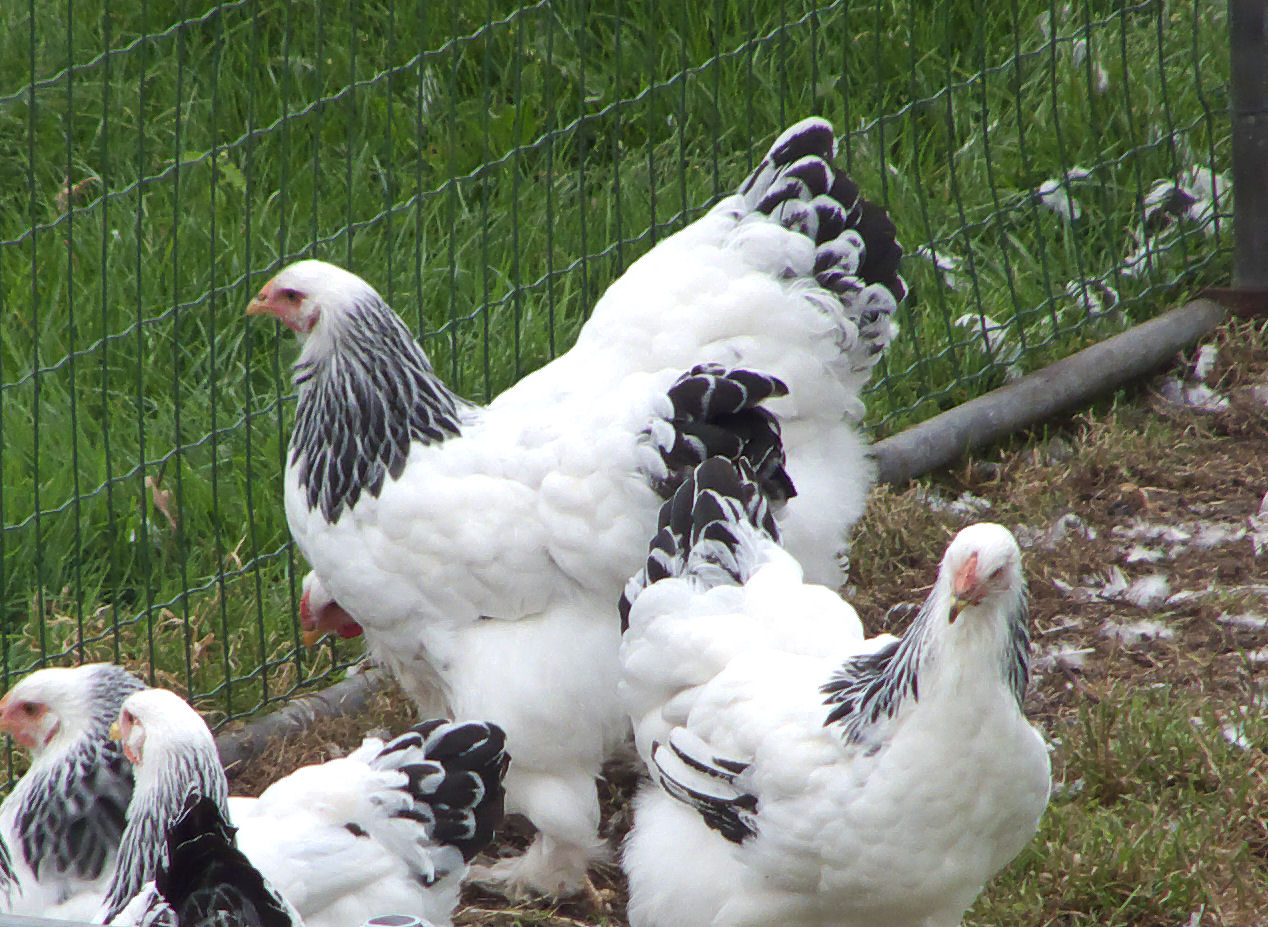
Witcolumbia zwart getekend
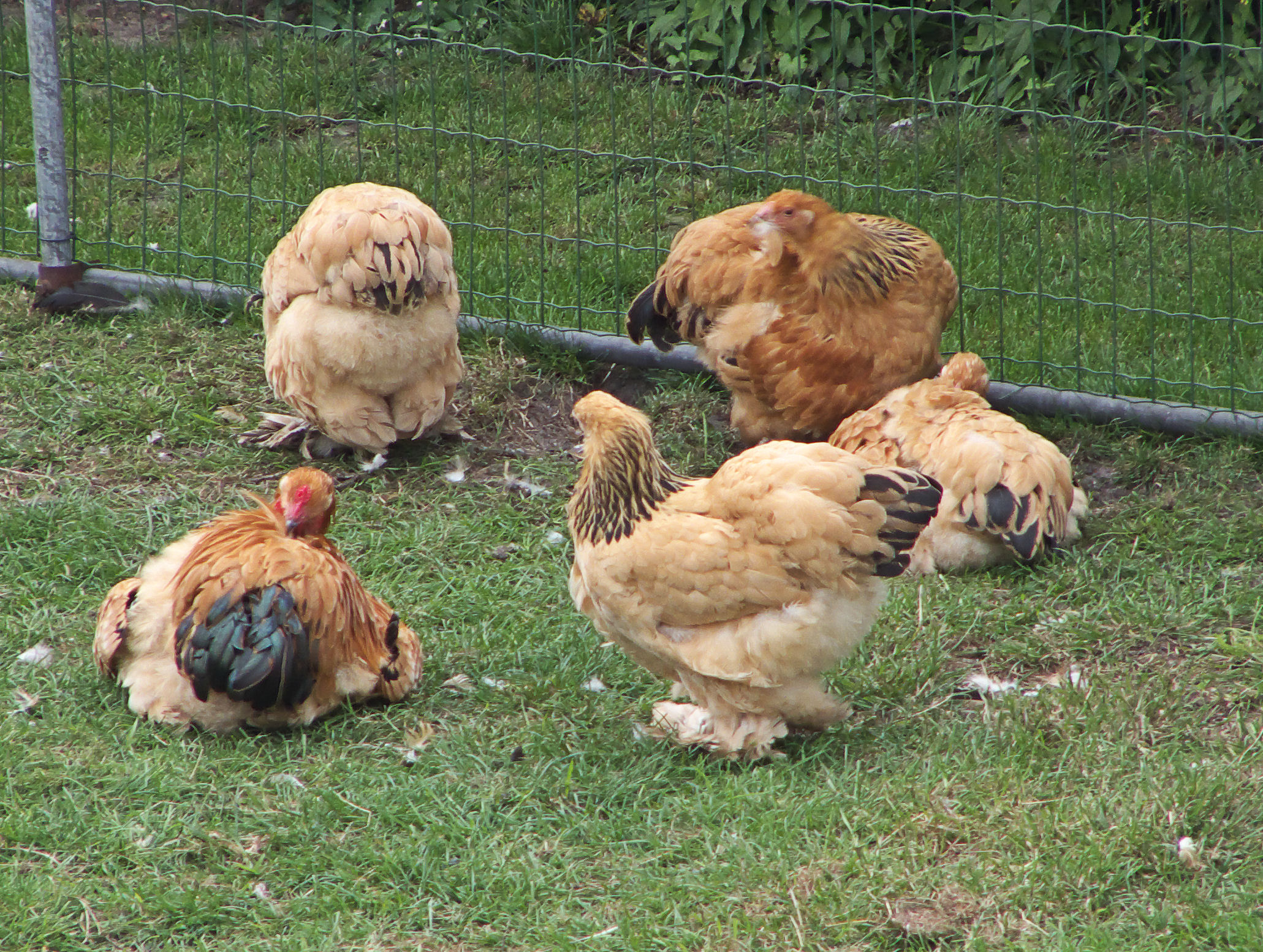
Buffcolumbia zwart getekend
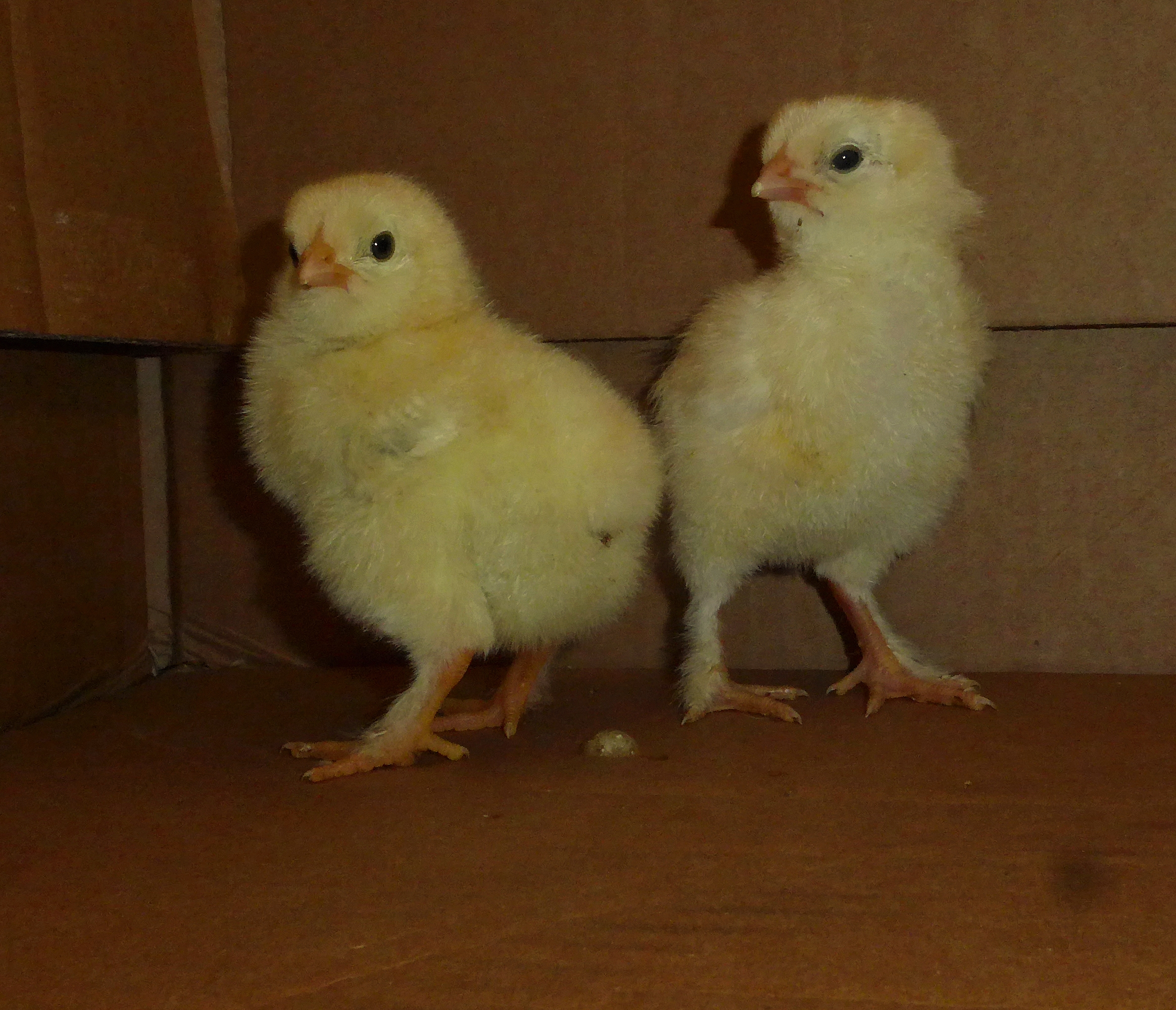
Brahma, wit-zwartcolumbia, 3 dagen
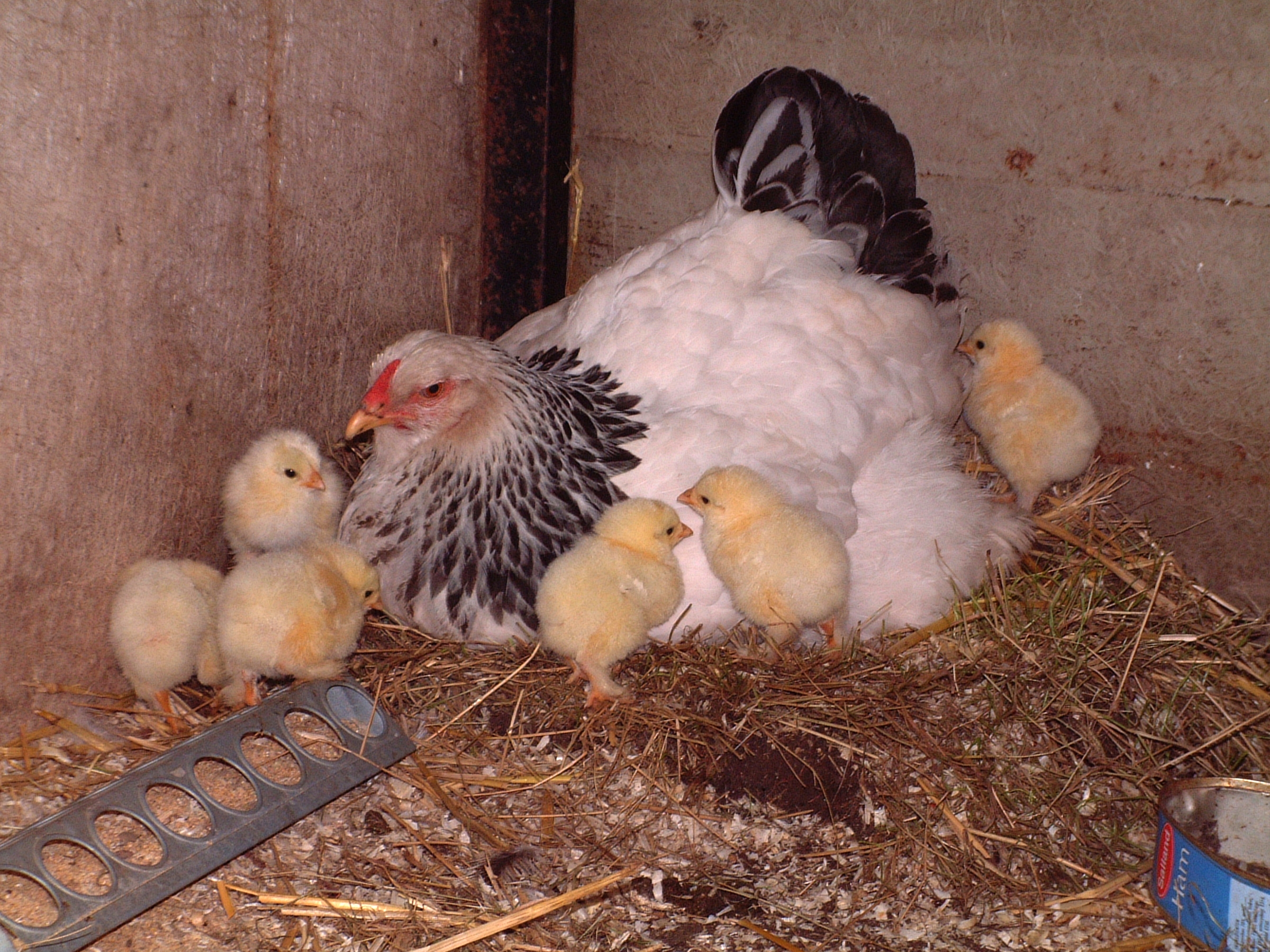
Kloek (wit-zwartcolumbia) met kuikens
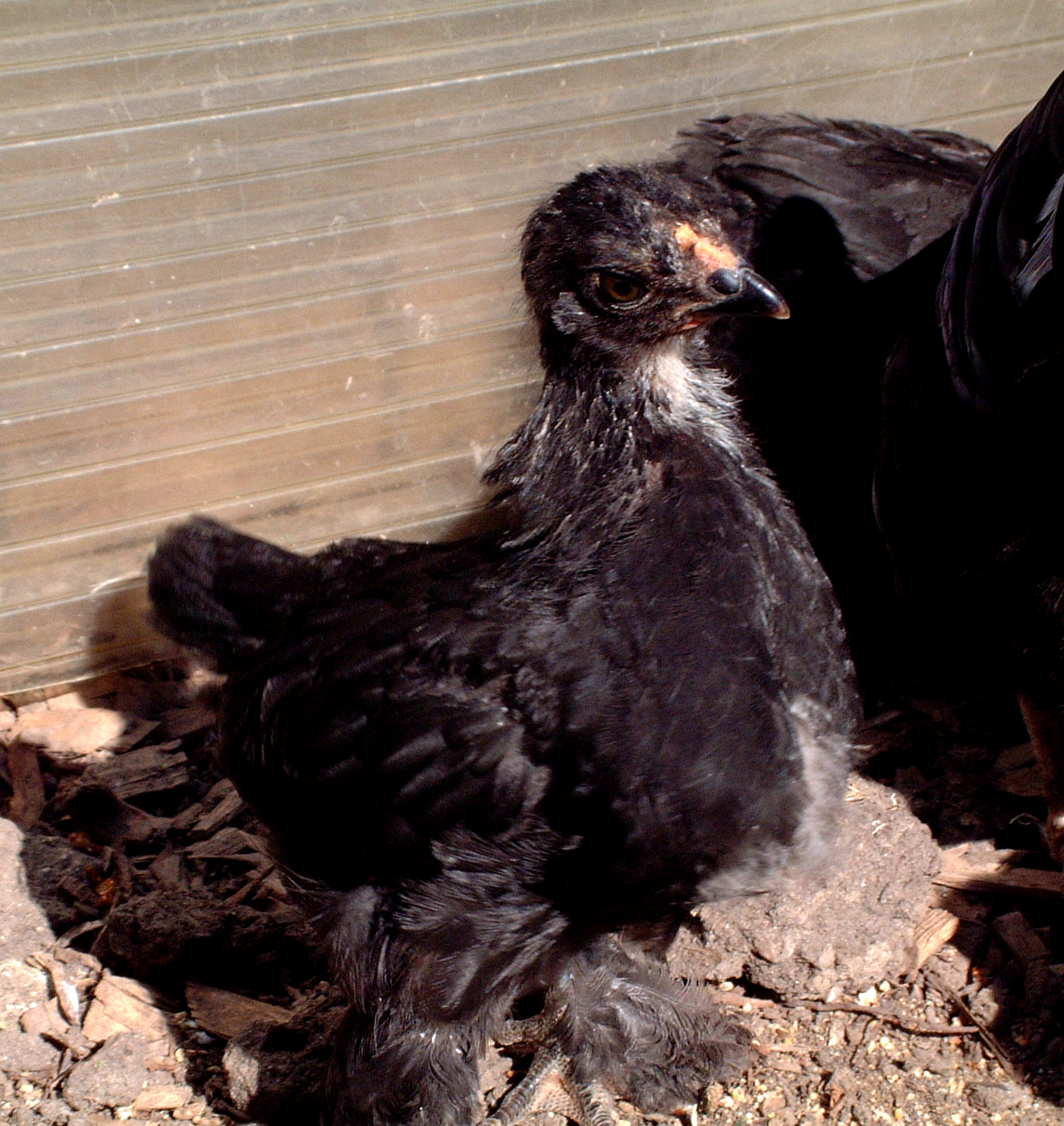
Brahma, zwart, kuiken